# Italianizzazione (fascismo)

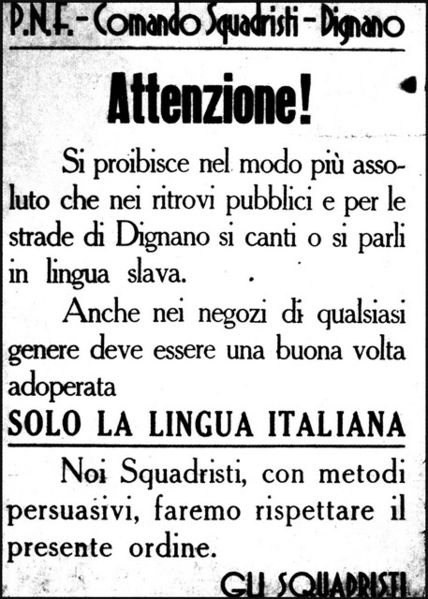
Manifesto affisso a Dignano

L'italianizzazione è stato un disegno politico del regime fascista avente l'intento di imporre l'uso della lingua italiana, anche vietando l'uso di altri dialetti e lingue da parte di gruppi linguistici con diversa madrelingua. Il progetto di un'autarchia linguistica aveva avuto precedenti già all'inizio del XX secolo e il regime vi aggiunse una connotazione ideologica con l'intento di ricercare l’uniformità linguistica per rafforzare il centralismo e il consenso popolare, controllando maggiormente anche aree di colonizzazione recente.

## Italianizzazione nel fascismo di toponomastica, cognomi e parole non italiane
(Il Popolo d'Italia)
Con l'avvento del fascismo (1922) si inaugurò nei confronti della comunità slovena residente in Italia, secondo fonti slovene circa 320.000 individui o 266.865 secondo il censimento del dicembre 1910, concentrati nell'ex-Litorale austriaco e in parte della Carniola (Postumia, Villa del Nevoso, Idria, Vipacco, Sturie), in territorio geograficamente italiano, assegnati all'Italia in base al trattato di Rapallo del 1920, una politica d'italianizzazione forzata:
- gran parte degli impieghi pubblici furono assegnati agli appartenenti al gruppo etnico italiano;
- con l'introduzione della Legge n. 2185 del 1/10/1923 (Riforma scolastica Gentile), fu abolito nelle scuole l'insegnamento della lingua slovena. Nell'arco di cinque anni tutti gli insegnanti sloveni delle scuole con lingua d'insegnamento slovena, presenti sul territorio abitato da sloveni assegnati all'Italia con il trattato di Rapallo, furono sostituiti con insegnanti originari di altre regioni italiane e l'insegnamento fu impartito esclusivamente in lingua italiana;[5][6]
- col R. Decreto N. 800 del 29 marzo 1923 furono imposti d'ufficio nomi unicamente italiani a centinaia di località dei territori assegnati all'Italia col Trattato di Rapallo (vi furono delle eccezioni con alcuni toponimi sloveni che furono preservati di fianco agli italiani nella toponomastica ufficiale bilingue):
così Adelsberg (toponimo storico tedesco), Postojna o Postoina divenne unicamente Postumia,
[…] Dornberg – Montespino,
[…] Šempeter na Krasu (anche Sankt Peter in tedesco) - San Pietro del Carso,
[…] Feistritz (toponimo storico tedesco) o Bistrica – Bisterza,
[…] Zgonik - Sgonico, …;[7]
- in base al Regio Decreto n. 494 del 7 aprile 1927 furono italianizzati molti cognomi sloveni o di diversa origine (anche se taluni di essi erano stati precedentemente slavizzati in epoca austroungarica):
così Adamič divenne Adami,
[…] Dimnik - Dominici,
[…] Klun - Coloni,
[…] Polh - Poli, …;[7],
.

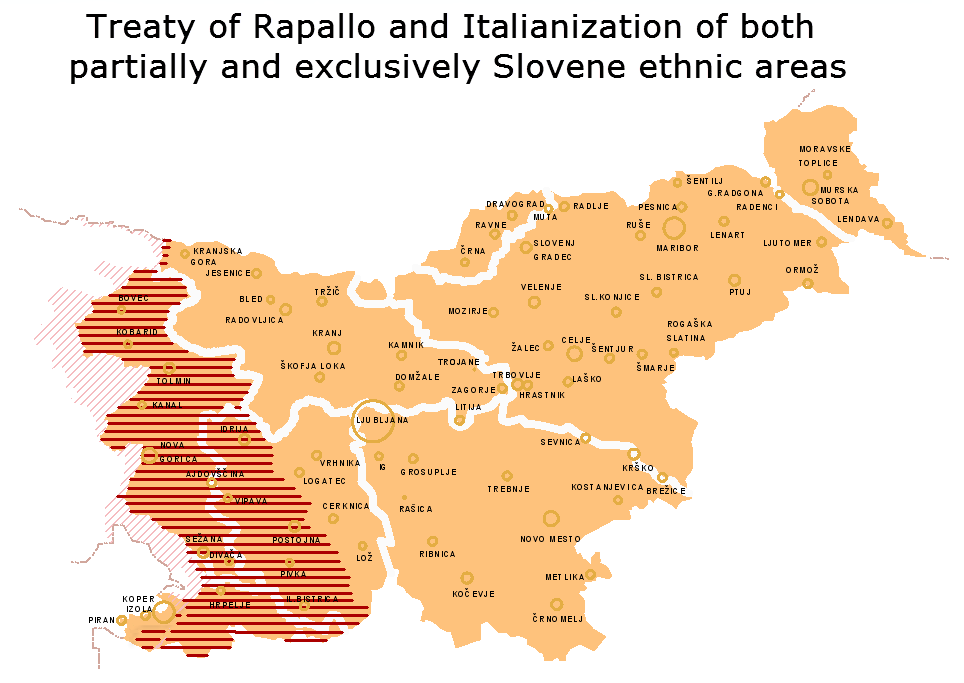
Parte del territorio abitato in maggior parte da Sloveni, ad eccezione delle città maggiori e dei paesi costieri (Gorizia, Trieste, Capodistria, Pirano ecc.), assegnato al Regno d'Italia in base al trattato di Rapallo del 1920

L'italianizzazione venne perseguita, seguendo nelle intenzioni il modello francese, attraverso una serie di provvedimenti aventi forza di legge (come l'italianizzazione della toponomastica, dei nomi propri e la chiusura di scuole bilingui) e un gran numero di disposizioni alla stampa e alle case editrici, invitate a evitare termini e nomi stranieri preferendogli i corrispondenti italiani o italianizzati.
Molti intellettuali accolsero favorevolmente l'iniziativa: sin dall'Umanesimo i linguisti e i letterati della corrente "purista" rifiutavano l'eccessiva eterogeneità linguistica del paese.
Tra i molteplici aspetti di questa politica, si ricordano:
- l'italianizzazione di molti cognomi non italiani (per esempio gli sloveni Vodopivec in Bevilacqua, Rusovič in Russo, Krizman in Crismani ecc.). Solo nella provincia di Trieste, furono italianizzati i cognomi di migliaia di persone prevalentemente di origine slovena e croata.[7][8][9][N 1] Le leggi fasciste sulla questione previdero l'italianizzazione d'ufficio (definita in questo caso "restituzione") di un cognome ritenuto di origine italiana, senza richiesta di consenso all'interessato; mentre se il cognome era straniero l'italianizzazione (chiamata "riduzione") era "facoltativa", anche se "raccomandata" spesso sotto minaccia, specie per i funzionari pubblici, ai quali un cognome straniero poteva arrivare a bloccare la carriera[11]. Motivata dal diverso intento di mitigare il senso di estraneità della cultura popolare anglosassone, l'abitudine di cambiare i nomi ebbe strascichi anche nel dopoguerra nei confronti di persone famose[N 2];
- l'italianizzazione dei toponimi, fenomeno particolarmente notevole in Alto Adige (es.: Sterzing = Vipiteno,[N 3] Ahrntal = Valle Aurina, Welsberg = Monguelfo ecc.), in Piemonte (es.: Salbertrand = Salabertano, Oulx = Ulzio), in Valle d'Aosta (Courmayeur = Cormaiore, Morgex = Valdigna d'Aosta, La Salle = Sala Dora) e nella Venezia Giulia (es.: Postojna/Adelsberg = Postumia, Illirska Bistrica = Bisterza, Sv. Petar na Krasu = San Pietro del Carso, Godovic = Godovici). In Friuli il paese di "Pasian Schiavonesco" fu rinominato "Basiliano" per nascondere il suo essere stato colonizzato da popolazioni slave dopo la "vastata hungarorum", le scorribande degli Ungari che nei secoli VIII e IX avevano spopolato la pianura friulana (ma altre simili denominazioni non sono state mai cancellate in Italia, come ad esempio la stessa Gorizia che ha un'etimologia chiaramente slava). Merita un accenno in provincia di Trieste l'esempio di San Dorligo della Valle (Dolina in sloveno, ma anche in italiano, prima del 1920): si utilizzò infatti l'antica forma "Durlic", con la quale si chiamava il patrono della zona, Sant'Ulderico[13]. In effetti nel Martirologio Romano non esiste san Dorligo, ma Sant'Ulderico;
- l'italianizzazione di termini ormai di uso comune con equivalenti, ad esempio mescita in luogo di bar, acquavite in luogo di brandy o di whisky. Furono introdotti alcuni termini in sostituzione di altri entrati a far parte dell'uso comune, come sandwich che divenne tramezzino, cocktail che fu trasformato in bevanda arlecchina. Alcuni termini, come tramezzino, sono rimasti in uso nella lingua italiana.

Il processo previde inoltre la censura o la chiusura di giornali in lingua diversa da quella italiana e l'incentivazione al trasferimento di italofoni nelle zone a maggioranza linguistica alloglotta (il caso più eclatante è quello di Bolzano, comune dell'Alto Adige ora a maggioranza linguistica italiana). Si aggiunse la chiusura delle banche e degli istituti di credito locali e l'abolizione di eventuali seconde lingue ufficiali.
Numerosi intellettuali appoggiarono la politica di italianizzazione: tra questi Gabriele D'Annunzio, il quale propose ad esempio il termine arzente per indicare il distillato di vinacce e, in generale, qualsiasi liquore ad alta gradazione alcolica. Arzente è una variante di ardente, usata nell'antica locuzione acqua ardente (e da cui probabilmente derivò il termine arzillo).
Inoltre l'italianizzazione venne vista da molti intellettuali vicini al fascismo, tra cui Giovanni Gentile - direttore scientifico e animatore della prima edizione dell'Enciclopedia Italiana nel 1925 - come il recupero linguistico di terre che erano state in precedenza "deitalianizzate", o almeno "delatinizzate", in seguito a politiche di assimilazione linguistica praticate da Stati stranieri.
Fu quindi naturale per l'Enciclopedia Italiana accogliere e ufficializzare l'italianizzazione di toponimi tripolitani e cirenaici (più tardi anche del Fezzan) proposta nel 1915 - dopo un primo insoddisfacente tentativo di Eugenio Griffini per conto dell'Istituto Geografico Militare - da Carlo Alfonso Nallino, principale arabista italiano, docente dell'Università di Roma cui, fascista egli stesso, fu affidata dall'Enciclopedia Italiana la cura di tutto ciò che riguardava il mondo arabo e islamico. La Libia era infatti vista come un territorio già romano e quindi, con azzardata deduzione, italiana, di cui era necessario italianizzare i toponimi, ancorché la massima parte non fosse costituita da arabizzazioni di originali latini (ma anche greci), bensì da termini del tutto arabi o berberi, con rare presenze turche.
Il recupero linguistico era avvenuto prevalentemente in Istria, dove il processo di migrazione e d'insediamento di nuclei rurali slavi era cominciato già nell'Alto Medioevo nel VIII secolo, nella stessa fase storica delle prime presenze tedesche stabili in altri territori cisalpini. A ciò va aggiunta la reazione politica al contemporaneo processo di de-italianizzazione che veniva effettuata nei territori ancora italofoni (anche solo parzialmente o residualmente) sotto sovranità straniera: nel Nizzardo e in Corsica l'italiano venne osteggiato fino alla sua quasi totale scomparsa; in Dalmazia la politica del neonato Regno di Jugoslavia causò addirittura l'esodo di quasi tutti i dalmati italiani, rimanendone circa 5000 secondo il primo censimento etnico del regno.

### Impatto dell’italianizzazione forzata nei territori mistilingui
Con la conquista della Venezia Tridentina e della Venezia Giulia, il Regno d'Italia si trovò ad amministrare dei territori mistilingui, dove fino ad allora avevano convissuto civilmente popolazioni di madrelingua diversa da quella italiana. Il censimento del 1921 accertò nella Venezia Tridentina la presenza di 195 650 cittadini di madrelingua tedesca e nella Venezia Giulia la presenza di 251 744 cittadini di madrelingua slovena o di madrelingua croata.
     Venezia Tridentina
     Venezia Giulia

Venezia Tridentina
Venezia Giulia

Per gli appartenenti a queste minoranze linguistiche, che avevano sviluppato un forte senso di identità nazionale, i provvedimenti di politica linguistica adottati dalle autorità del Regno d'Italia durante il ventennio fascista, rappresentavano una inaccettabile violazione dei loro diritti e libertà fino ad allora concessi dalle precedenti autorità dell’Austria-Ungheria:
- la possibilità di conservare il proprio nome di battesimo ed il proprio cognome;[19]
- la possibilità di attribuire ai figli il nome di battesimo legato alla propria tradizione etno-linguistica;[20]
- la possibilità di fornire ai propri figli una educazione scolastica nella propria madrelingua;[21]
- la possibilità di usare la propria lingua nei rapporti sociali e nei rapporti con le autorità amministrative pubbliche.

Il processo di italianizzazione fu più forte in Alto Adige che nella Venezia Giulia. Al riguardo si deve specificare che, mentre nella regione altoatesina gli italiani nel 1910 erano stimati in circa il 3% (e in circa il 4% i ladini), in Venezia Giulia, sempre secondo il censimento austriaco del 1910, vi era una maggioranza relativa italiana attestata intorno al 40%. Tuttavia non vi fu alcun tentativo di mantenere il plurilinguismo, vigente fino ad allora e si impose l'uso di una lingua che non era la lingua madre della maggioranza della popolazione autoctona, pur essendo compresa. Nell'alta e media valle del fiume Isonzo, in parte del Carso fino alla località di Senosecchia, nei paesi gravitanti nell'orbita triestina e goriziana, l'italiano era conosciuto e compreso da tutti; lo stesso accadeva per la larga parte dei croati residenti nelle zone dell'Istria, del Quarnaro e della Dalmazia, un tempo appartenute alla Repubblica di Venezia. Nei restanti territori (valli tributarie dell'Isonzo, Carso interno, zona del monte Nevoso ecc.) l'italiano non era conosciuto e qui il processo di italianizzazione fu un'imposizione tout court.
Non avvenne italianizzazione forzata nella città dalmata di Zara, la cui componente etnica italiana era largamente maggioritaria già prima dell'annessione e la lingua italiana era compresa e utilizzata dall'intera cittadinanza. Riguardo all'isola di Lagosta, a forte maggioranza slava, l'italianizzazione fu dovuta più che dalla precisa volontà del governo italiano, dal trasferimento spontaneo di famiglie delle altre isole dalmate (principalmente da Lissa), che abbandonarono le proprie terre d'origine dopo l'assegnazione di queste alla Jugoslavia.

## Politica italiana del dopoguerra nei territori mistilingui
Nel Medioevo e all'inizio dell'età moderna Trieste e Gorizia furono contese dalla Repubblica di Venezia e dall'Austria, che mantenne la sovranità sulle due città dalla fine del '300 fino alla fine della Prima Guerra mondiale.
I territori di Gorizia, Trieste e delle città istriane dominate da Venezia fino alla sua caduta avvenuta al termine del XVIII secolo (Muggia, Capodistria, Isola e Pirano) erano abitate da numerose comunità romanze, per lo più venetofone.
Le zone circostanti Gorizia e Trieste, inizialmente abitate da popolazioni parlanti il latino, sono state quindi ripopolate fin dall'VIII secolo da popolazioni di origine slava provenienti da est al seguito delle popolazioni longobarde, avare e bulgare stanziatesi nella regione a seguito delle invasioni barbariche dei territori italiani. Successivamente, l'allargamento delle aree urbane alle zone periferiche e l'integrazione della popolazione di origine slava hanno favorito una parziale compenetrazione delle diverse aree linguistiche con le preesistenti popolazioni celto-romane afflitte da un grave calo demografico in seguito alle guerre e carestie seguite agli sconvolgimenti relativi al declino dell'Impero Romano.
La complessità delle situazioni miste non consente ovviamente di definire un confine politico che consenta una separazione netta tra le due aree linguistiche; di conseguenza esiste una comunità di cittadini italiani di lingua slovena in territorio italiano, e dirimpetto in Slovenia è presente una comunità di cittadini sloveni di lingua italiana, prevalentemente concentrata nei comuni di Capodistria, Isola e Pirano.
Sia l'Italia che la Slovenia riconoscono ai componenti delle rispettive comunità linguistiche minoritarie il diritto di adoperare la propria lingua madre nei rapporti con le istituzioni pubbliche e come lingua di insegnamento nella scuola dell'obbligo.

Dopo la caduta del fascismo, a partire dai primissimi anni del dopoguerra, la toponomastica originale venne ripristinata in Valle d'Aosta e nelle valli franco-provenzali e occitane del Piemonte, oppure, in Trentino-Alto Adige e in alcune zone del Friuli-Venezia Giulia, venne adottato il bilinguismo perfetto (rispettivamente tedesco-italiano e italiano-sloveno) e della seconda lingua ufficiale nell'indicazione dei toponimi, mantenendo anche quelli italiani di recente creazione. Per volere di Casa Savoia, il processo di italianizzazione fu pervasivo nell'isola di Sardegna, dove l'italiano sarebbe subentrato allo spagnolo come nuovo idioma di prestigio e impiantatosi come prima lingua a discapito di quelle autoctone, ma non ebbe ulteriori strascichi nelle altre zone storicamente appartenenti all'omonimo regno, come le valli piemontesi e la Valle d'Aosta, in cui invece si assistette a un progressivo ritorno ai propri usi e costumi originali.
Nella provincia di Bolzano, dove la lingua tedesca è sempre stata un forte collante identitario e culturale per la popolazione locale, vi furono - e, per certi aspetti, vi sono ancora - forti contrasti tra la comunità di lingua tedesca e quella di lingua italiana. Infatti, in Alto Adige il processo migratorio di italofoni favorito dal fascismo non venne mai accettato da parte della componente germanofona. Ciò che ha reso molto difficile, anche in seguito, lo sviluppo di un pacifico dialogo tra i due gruppi etnolinguistici e l'attestarsi reciproco su posizioni, anche politiche, estreme.
In Venezia Giulia, i problemi iniziati con i contrapposti nazionalismi all'epoca dell'Impero Austriaco prima e con la italianizzazione da parte del fascismo poi, unita all'invasione della Jugoslavia nel 1941, culminarono con il dramma delle foibe e con l'esodo della stragrande maggioranza degli istriani di lingua italiana e di molti bilingui d'origini miste (le stime arrivano a 350 000). Tutto ciò avvenne soprattutto negli anni a cavallo del Trattato di Parigi del 1947, nel quale l'Istria, popolata da italiani, croati e in minor misura da sloveni, venne in larga parte assegnata alla Jugoslavia.
I governi italiani del dopoguerra concessero un certo uso dello sloveno nei territori giuliani mistilingui rimasti all'Italia. Alcuni gruppi slovenofoni rivendicano maggior uso della propria lingua, con riferimento in particolare alle zone mistilingui della provincia di Udine, ma la questione è complicata dal fatto che i dialetti parlati in queste località differiscono spesso notevolmente dallo sloveno ufficiale. Questo argomento viene spesso portato avanti dagli stessi slavofoni di queste regioni che si oppongono al riconoscimento ufficiale dell'uso della lingua intendendo con ciò marcare una propria differenza rispetto agli sloveni. Tale atteggiamento è dovuto a ragioni storiche sia antiche (queste regioni erano annesse alla Repubblica di Venezia fin dal Medioevo, e quindi separate amministrativamente dal resto della Slovenia) sia più recenti (la forte propaganda antislava svolta in queste zone da maestri, sacerdoti, impiegati pubblici, che venivano reclutati regolarmente in altre zone d'Italia, nonché l'identificazione tra "slavi" e "comunisti").
Un capitolo a parte merita la politica riguardante i dialetti locali e le lingue regionali: l'imposizione dell'uso della lingua italiana in ogni contesto, dalla scuola alla pubblica amministrazione, la sistematica campagna denigratoria verso le lingue alloglotte e i dialetti, descritti e percepiti come lingue parlate da lavoratori manuali e persone di scarso livello culturale, la leva obbligatoria e il continuo ignorare da parte dei mass media ogni forma di espressione in queste lingue che non si limitasse a puri aspetti folcloristici, sono stati e in certi casi sono ancora un forte motore di perdita dell'identità linguistica. Tuttavia è sempre esistita una certa opposizione a queste politiche da parte di gruppi e movimenti della più diversa estrazione: da quelli cattolici "iperconservatori", che tendevano a mantenere una visione antirisorgimentale e antilaicista della società, a gruppi moderatamente conservatori, fino ad arrivare a movimenti di estrazione progressista o addirittura rivoluzionaria, che tendevano a sposare la questione identitaria alla lotta di classe, all'antimilitarismo e alla questione ecologica.

## Le lingue straniere e lo sport
L'italianizzazione delle parole straniere legate allo sport ebbe un processo diverso, anche se strettamente legato a eventi e situazioni causate e collegate al regime fascista.
Tutto lo sport italiano si sviluppò in un'epoca in cui ben poche discipline sportive si diffusero a livello popolare e, proprio perché erano stati i ceti più ricchi a introdurre in Italia quelle nuove quali tennis, calcio, rugby, la maggior parte dei termini usati era soprattutto di lingua inglese, mentre la maggior parte delle discipline classiche, quali scherma, sciabola e spada, erano legate alla lingua francese, principale idioma utilizzato negli ambienti internazionali e mitteleuropei.
Tutta la terminologia usata per il calcio, anche sui giornali, già dai primi anni dieci era al 95% di tipo anglofono. Solo poche parole desuete, quali pelouse (campo sportivo di tipo erboso), melée (mischia) e guigne (sfortuna, non volgare), erano francesi. Il primo tentativo di cambiare qualcosa si vide proprio sulla Gazzetta dello Sport dopo il 1908, quando venne vietato ai giocatori stranieri di prender parte al Campionato Italiano. Sulla Gazzetta apparve "palla al calcio" nei primi mesi del 1909 e fu solo dal luglio dello stesso anno che la vecchia F.I.F. (Federazione Italiana Football) fu sostituita dalla sigla F.I.G.C. (Federazione Italiana Giuoco Calcio), dopo che nell'Assemblea Federale non si raggiunse il quorum deliberativo e si decise, quindi, di inviare una cartolina postale a tutte le società affiliate chiedendo di approvare una delle proposte fatte in Assemblea.
Alla metà degli anni venti, quando ormai il calcio era dominio anche della classe operaia, ignorante in fatto di lingue straniere, diverse parole erano frequentemente storpiate, come ad esempio match, scritta abitualmente macht pur di rendere la stessa pronuncia, ma era ancora la terminologia inglese a farla da padrona. All'arbitro i giocatori gridavano ancora hands! (per un fallo di mano) e chiedevano l'off-side (fuori gioco). La Gazzetta metteva in edicola già dal 1920 un librettino compilato dall'avvocato Giuseppe Cavazzana (arbitro e importante dirigente dell'A.I.A.), vero e proprio vangelo per tutti i giocatori, con tutto il regolamento del gioco del calcio, ma soprattutto corredato di prontuario delle parole inglesi con la relativa pronuncia.
Il calcio italiano era già cambiato, in fatto di ordinamenti voluti dall'alto, quando nel 1930 ci fu la prima e massiccia traduzione dei termini inglesi. Già nel 1930 molte società passarono dal "Football Club" ad "Associazione Calcio" e il cambiamento era una conseguenza quasi naturale: il "football" era ormai diventato "calcio" per tutti.
A subire il primo cambiamento fu nel 1930 il rugby che, ridotto a sottosezione alle dirette dipendenze della FIGC, venne "tradotto" ufficialmente in palla ovale.
Solo una parola, sport, rimaneva nel vocabolario, italianizzata in sportivo, data l'inefficacia del termine diporto. Per rendere l'idea, anche l'hockey si dovette adeguare cambiando in ochei o nella più popolare versione di palla-rotelle limitatamente alla sezione hockey su pattini. Da notare che in Svizzera viene correntemente usata sia dalla stampa sia dalla popolazione italofona l'espressione disco su ghiaccio. Anche il basket subì l'italianizzazione, diventando palla al cesto o anche pallacanestro, rimasta ancora nell'uso.

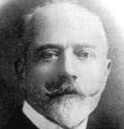
Ettore Tolomei fu uno dei principali fautori dell'italianizzazione dell'Alto Adige negli anni trenta

Inoltre, a questo proposito, il divieto dell'uso di termini non italiani si accompagnò con l'italianizzazione dei nomi delle società sportive. Ad esempio, il Genoa negli anni trenta vide italianizzata la propria denominazione in Genova 1893 Circolo del Calcio, così come il Milan divenne nel 1939 Associazione Calcio Milano. Nell'hockey su ghiaccio, la squadra dell'Hockey Club Cortina divenne nel 1935 Sportivi Ghiaccio Cortina, denominazione che mantiene ancora.

### Libri
- Anna Baldinetti, Orientalismo e colonialismo, Roma, Istituto per l'Oriente Carlo Alfonso Nallino, 1997.
- (SC) Amos Cardia, S'italianu in Sardìnnia, Iskra, 2006.
- Jacopo Cavalli, Reliquie ladine, raccolte in Muggia d'Istria, con appendice sul dialetto tergestino, Trieste, 1893, SBN RAV0820606.
- (SL) France M. Dolinar, Slovenski zgodovinski atlas, Lubiana, Nova revija, 2011, ISBN 978-961-6580-89-2.
- Maurizio Ferrandi, Hannes Obermair, Camicie nere in Alto Adige (1921-1928), Merano, Edizioni Alphabeta Verlag, 2023, ISBN 978-88-7223-419-8.
- Boris Gombač, Atlante storico dell'Adr, Pontedera, Bandecchi & Vivaldi, 2007, ISBN 9788886413275.
- (DE) Alois Lasciac, Erinnerungen aus meiner Beamtencarriere in Österreich in den Jahren 1881-1918, Trieste, Tipografia Editoriale Libraria, 1939.
- (EN) Franco Minganti, Jukebox Boys. Postwar Italian Music and the Culture of Covering, in Heide Fehrenbach e Uta G. Poiger (a cura di), Transactions, Transgressions, Transformations. American Culture in Western Europe and Japan, New York/Oxford, Berghahn Books, 2000.
- Boris Pahor, Necropoli, Roma, Fazi Editore, 2008.
- Paolo Parovel, L'identità cancellata.L'italianizzazione forzata dei cognomi, nomi e toponimi nella "Venezia Giulia" dal 1919 al 1945, Trieste, Eugenio Parovel Editore, 1985, SBN CFI0245835.
- Raoul Pupo, Il lungo esodo. Istria: le persecuzioni, le foibe, l'esilio, Milano, Rizzoli, 2005, ISBN 88-17-00562-2.
- (DE) Statistische Zentralkommission, Spezialortsrepertorium der Österreichischen Länder (PDF), Vienna, Verlag der K. Hof- und Staatsdruckerei, 1918.
- Pavel Strajn, La comunità sommersa. Gli Sloveni in Italia dalla A alla Ž, prefazione di Gaetano Arfè, 2ª ed., Trieste, Editoriale Stampa Triestina, 1992  [1989], ISBN 88-7174-031-9.
- Miro Tasso, Un onomasticidio di Stato, Trieste, Mladika, 2010.
- Miro Tasso, I nuovi cognomi imposti dal fascismo nel Monfalconese, in Luca Meneghesso (a cura di), Ronchi dei partigiani. Toponomastica, odonomastica e onomastica a Ronchi e nella "Venezia Giulia", Udine, Kappa Vu Edizioni, 2019,  pp. 167-191.

### Pubblicazioni
- Carlo Alfonso Nallino, Norme per la trascrizione italiana e la grafia araba dei nomi propri geografici della Tripolitania e della Cirenaica, in Rapporti e monografie coloniali, n. 2, febbraio 1915.
- Miro Tasso, Fascismo e cognomi. Italianizzazioni coatte nella provincia di Trieste, in Enzo Caffarelli e Massimo Fanfani (a cura di), Quaderni Italiani di RIOn. Lo spettacolo delle parole. Studi di storia linguistica e di onomastica in ricordo di Sergio Raffaelli, n. 3, Società Editrice Romana, 2011,  pp. 309-335.
- Miro Tasso, Le mutazioni dei cognomi nella provincia di Trieste durante il fascismo, in Rivista Italiana di Onomastica, n. 20, 2014,  pp. 57-66.